# أرتور ميدينا
أرتور ميدينا (بالإسبانية: Arturo Medina)‏ هو منافس ألعاب قوى تشيلي، ولد في 1898، وتوفي في 1980.

## وصلات خارجية
- أرتور ميدينا على موقع أوليمبيديا (الإنجليزية)